# Шёнлебен, Иоганн Людвиг
Иоганн Людвиг Шёнлебен (16 ноября 1618 — 15 октября 1681; словен. Janez Ludvik, лат. Joannis Ludovici) — священник, ритор и историк, живший в Герцогстве Карниола.

## Жизнь и работа
Шёнлебен родился в Любляне, в семье политика Людвига Шёнлебена и его жены Сусанны Кушлан и был крещён как Джоан. Людовикус Шёнлибель. Его семья изначально происходила из Вюртемберга. Шёнлебен учился в иезуитском колледже в Любляне и присоединился к ордену 15 октября 1635 года. В дальнейшем он учился в Вене, Граце и Пассау. Он покинул орден иезуитов в 1653 году, получил докторскую степень в Падуе, а затем вернулся в Любляну.
Шёнлебен был известным оратором, и некоторые из его речей также были опубликованы. Он сыграл важную роль в богословии как сторонник непорочного зачатия. Как историк он написал серию родословных карниоланских дворянских семей. Его наиболее важной работой была Carniolia antiqua et nova (Carniola Old and New; Любляна, 1681 г.), посвящённая истории Карниолы. Он был учителем Иоганна Вейхарда фон Вальвазора.
Шенлебен умер в Любляне и был похоронен в церкви Святого Иакова.